# Ewa Pokorska-Ożóg
Ewa Pokorska-Ożóg – inżynier, architekt, wojewódzki konserwator zabytków w Katowicach w latach 2016–2017, w latach 2003–2016 i od 2017 miejski konserwator zabytków w Gliwicach.
Ukończyła studia na Wydziale Architektury Politechniki Śląskiej w Gliwicach (promotorem pracy był Jurand Jarecki) oraz studia podyplomowe z zakresu konserwacji oraz integracji europejskiej (na Wydziale Stosowanych Nauk Społecznych w Wyższej Szkole Europejskiej im. ks. Józefa Tischnera w Krakowie). Od 1996 była pracownikiem Urzędu Miejskiego w Gliwicach w Wydziale Architektury i Budownictwa (od 2003 na stanowisku miejskiego konserwatora zabytków). W 2004 otrzymała nagrodę specjalną prezydenta Gliwic w konkursie „Pracownik samorządowy 2004 roku”. Była stypendystką marszałka województwa śląskiego w dziedzinie popularyzacji i ochrony zabytków (2008). Została odznaczona odznaką Ministra Infrastruktury za zasługi dla budownictwa. Na przełomie 2016 i 2017 pełniła funkcję Śląskiego Wojewódzkiego Konserwatora Zabytków. Od 2017 jest ponownie miejskim konserwatorem zabytków w Gliwicach. Od 2006 wykłada w Wyższej Szkole Technicznej w Katowicach.
Autorka publikacji, książek i artykułów dotyczących architektury i zabytków z terenu województwa śląskiego, m.in. od 2005 ukazują się jej teksty w gliwickim tygodniku „Miejski Serwis Informacyjny”. Była koordynatorem i redaktorem części poświęconej Gliwicom w kwartalniku „Renowacje i zabytki”. Publikuje teksty m.in. w „Wiadomościach Konserwatorskich Województwa Śląskiego”. Prowadzi wykłady na temat ochrony zabytków dla pracowników instytucji samorządowych. Była jedną z inicjatorek powołania w 2006 Oddziału Górnośląskiego Stowarzyszenia Konserwatorów Zabytków. W 2021 została laureatką konkursu Generalnego Konserwatora Zabytków oraz Stowarzyszenia Konserwatorów Zabytków na najlepsze prace studialne, naukowe oraz popularyzatorskie, dotyczące ochrony zabytków i muzealnictwa (nagrodę przyzanano za publikację Kolory miasta).
W 2022 odznaczona odznaką honorową „Zasłużony dla Kultury Polskiej”.

## Wybrane publikacje
- Secesyjne elementy wystroju gliwickich kamienic (w:) Oblicza secesji w Katowicach i na obszarze województwa śląskiego, Katowice 2006
- Piękno użyteczne: okładziny ceramiczne sklepów rzeźniczych z początku XX wieku w województwie śląskim, Katowice 2011
- Kościół pw. św. Bartłomieja w Gliwicach - prawda i mity (w:) „Wiadomości Konserwatorskie Województwa Śląskiego” 2012, t. 4
- Historia gliwickich wież ciśnień, Gliwice 2015
- Kolory miasta, Gliwice 2021[12]
- Trzy historie, jedno miejsce – ulica Akademicka (w:) „Wiadomości Konserwatorskie Województwa Śląskiego” 2021, t. 13
- Gdzie mieszkają smok, centaury i nimfy – detale sztukatorskie gliwickich kamienic (w:) „Wiadomości Konserwatorskie Województwa Śląskiego” 2024, t. 16